# 구 목포 일본기독교회
구 목포 일본기독교회는 대한민국 전라남도 목포시에 있는 일제강점기의 건축물이다. 2018년 8월 6일 대한민국의 국가등록문화재 제718-6호로 지정되었다.

## 개요
동양척식주식회사와 구 목포부립병원 인근에 위치한 목포일본기독교회로 1922년 9월 준공되었고 1927년 6월 한차례 증축된 일본인이 예배를 드린 기독교회이다. 목포 기독교의 선구적 전도사 윤치호와 결혼하여 목포 사회복지시설 '공생원'을 운영하였고 그 공로로 한국과 일본 양국에서 훈장을 받은 일본인 다우치 치즈코(한국명 윤학자, 1912~1968년) 여사가 다녔던 것으로 추정되는 교회이다. 과거에는 전면부가 종탑형식의 2층 구조로 되어 있으나 현재는 상부가 없이 1층만 남아있는 상태로 근대기 동양척식주식회사 주변 시가지의 흔적과 기억을 담고 있어 당시 일본교회의 건축형식을 보여주는 드문 사례이다.

## 같이 보기
- 목포 근대역사문화공간

## 참고 자료
- 구 목포 일본기독교회 - 국가유산청 국가유산포털